# Nicolas Makon
Nicolas Makon – kameruński piłkarz grający na pozycji pomocnika. W swojej karierze grał w reprezentacji Kamerunu.

## Kariera klubowa
W swojej karierze Makon grał w klubie Rail Duala.

## Kariera reprezentacyjna
W reprezentacji Kamerunu Makon zadebiutował w 1984 roku. W 1984 był w kadrze Kamerunu na Puchar Narodów Afryki 1984. Zagrał na nim w jednym meczu grupowym, z Togo (4:1). Z Kamerunem został mistrzem Afryki.